# Mission Krulak–Mendenhall

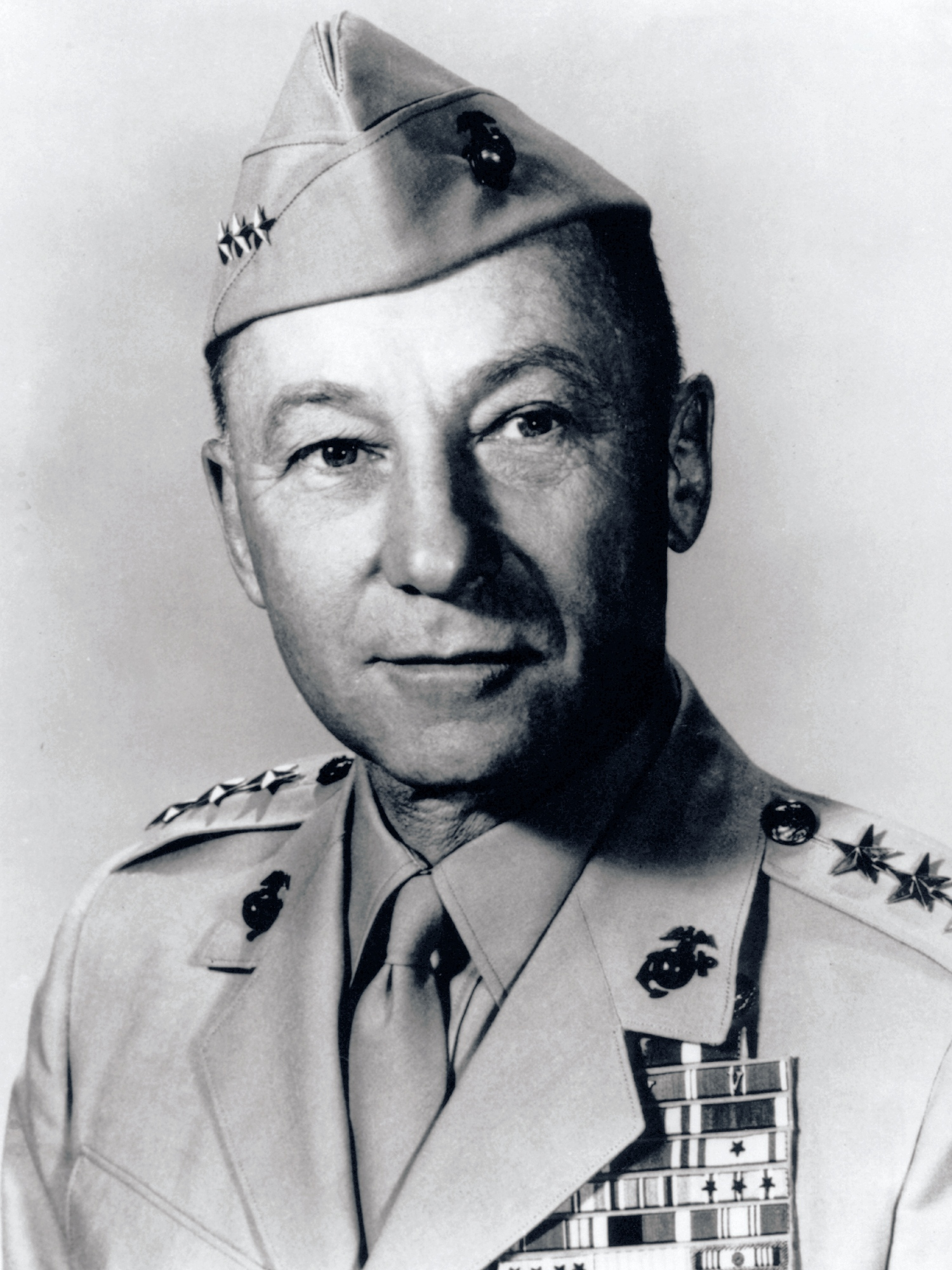
Général Victor Krulak du Corps des Marines des États-Unis

La mission Krulak-Mendenhall était une expédition d'enquête envoyée par le président John F. Kennedy au Sud Viêt Nam au début de septembre 1963. L'expédition avait pour but déclaré d'enquêter sur les progrès de la guerre menée par le régime du Sud Viêt Nam et ses conseillers militaires des États-Unis contre l'insurrection du Viêt Cong. La mission Krulak-Mendenhall était une expédition d'enquête envoyée par le président John F. Kennedy au Sud Viêt Nam au début de septembre 1963. La mission a été dirigée par Victor Krulak, général de division dans le Corps des Marines des États-Unis, et Joseph Mendenhall, officier supérieur du Service extérieur ayant de l'expérience dans les affaires vietnamiennes.
Cette intervention éclair de quatre jours est initiée le 6 septembre 1963, le même jour qu'une réunion du Conseil de sécurité nationale (NSC), et s'inscrit dans un contexte de dégradation des relations entre les États-Unis et le Sud Viêt Nam. Des troubles populaires s'emparent du Sud Viêt Nam alors que les manifestations bouddhistes contre la discrimination religieuse du régime catholique du président Ngô Đình Diệm s'intensifient. À la suite des raids sur les pagodes bouddhistes du 21 août qui ont fait plusieurs centaines de morts, les États-Unis ont autorisé des enquêtes sur un éventuel coup d'État par le biais d'un télégramme à l'intention de l'ambassadeur américain, Henry Cabot Lodge, Jr.
Dans leur rapport, délivré au NSC, Krulak présente un bilan optimiste sur les progrès de la guerre, tandis que Mendenhall met en lumière les échecs militaires ainsi que la fronde populaire. Krulak ignore délibérément le soutien de la population au Viêt Cong, estimant que le malaise de l'opinion publique face à la politique du président Diệm n'aura pas d'impact sur les opérations militaires vietnamienne sur le terrain. Mendenhall se concentre sur l'évaluation du sentiment des Vietnamiens urbains et conclut que les probabilités d'une guerre civile religieuse ne sont qu'augmentées par la politique du président Diêm et poussent les Sud-Vietnamiens à la sympathie envers le Viêt Cong dans l'espoir de meilleures conditions de vie. Ces deux points de vue, fondamentalement divergents, conduisent le président John F. Kennedy à demander à ses deux conseillers : "Vous revenez bien du même pays, n'est-ce pas?".
Ces rapports, non concluants, ont fait l'objet d'acerbes débats parmi les principaux conseillers au président Kennedy. Divers projets concernant le Viêt Nam y sont discutés, tels que favoriser un changement de régime ou prendre une série de mesures destinées à paralyser l'influence de Ngô Đình Nhu, frère du président Diệm et son principal conseiller politique. Nhu et sa femme, Madame Ngô Đình Nhu, étaient alors considérés comme les causes principales des problèmes politiques au Sud Viêt Nam. Le résultat peu exploitable de la mission de Krulak et Mendenhall a donné lieu à une poursuite de ces travaux par la mission McNamara-Taylor.

## Contexte
Après la fusillade de Huế Phật Đản le 8 mai, des émeutes éclatent au Sud Viêt Nam. Neuf bouddhistes sont abattus par le régime catholique du président Ngô Đình Diệm après avoir participé à une manifestation et bravé un arrêté gouvernemental, interdisant de faire flotter des drapeaux bouddhistes pendant la fête du Vesak, l'anniversaire de Gautama Bouddha. Après la fusillade, les dirigeants bouddhistes font pression sur le président Diệm pour promouvoir l'égalité religieuse et apporter justice et indemnisation aux familles des victimes. Diệm restant récalcitrant, les protestations s'intensifient. L'auto-immolation du moine bouddhiste Thích Quảng Đức au milieu d'un carrefour très fréquenté de Saigon ternit rapidement l'image du gouvernement après que ces photos aient fait la une des journaux dans le monde entier et soient devenues un symbole pour l'opposition. Alors que les manifestations se poursuivent, les forces spéciales de l'Armée de terre de la république du Viêt Nam (ARVN) fidèles au frère de Diệm, Ngô Đình Nhu, sous prétexte de loi martiale, mènent des raids meurtriers sur la pagode Xá Lợi le 21 août. Le nombre de victimes est estimé à plusieurs centaines et d'importants dégâts sont recensés. Les universités et les lycées sont fermés en raison des manifestations de masse pro-bouddhistes. Dans l'intervalle, la lutte contre l'insurrection du Viêt Cong perd de son intensité au milieu des rumeurs de luttes intestines sectaires parmi les troupes de l'ARVN. Cette situation est aggravée par la préparation d'un coup d'État par plusieurs officiers de l'ARVN, qui détourne l'attention de l'insurrection. Après les raids de la pagode, l'administration Kennedy envoie un télégramme à l'ambassade des États-Unis à Saigon, ordonnant la recherche d'alternative à la gouvernance de Diêm.

## Initiation et expédition
A l'issue de la réunion du NSC le 6 septembre, il a été convenu que la priorité était d'obtenir davantage d'informations sur la situation au Viêt Nam. Le secrétaire à la Défense des États-Unis, Robert McNamara, a proposé d'envoyer immédiatement, en mission d'information, le général de division du Corps des Marines Victor Krulak. Le NSC a accepté, à condition que Joseph Mendenhall, un officier du service extérieur ayant une expérience au Viêt Nam, l'accompagne. Les deux hommes ont commencé la mission plus tard dans la journée.
Lors de leur voyage de retour à Washington DC, Krulak et Mendenhall devaient ramener John Mecklin et Rufus Phillips de Saigon pour faire un rapport. Mecklin était directeur du Service d'information des États-Unis (USIS); Phillips était directeur des programmes ruraux de la Mission opérationnelle des États-Unis (USOM) et conseiller au Programme hameau stratégique. Le département d'État a envoyé à l'ambassade de Saigon un telegramme détaillé avec des questions sur l'opinion publique vietnamienne dans toutes les couches de la société. Selon Krulak, l'objectif était d'observer "l'effet des événements récents sur l'attitude des Vietnamiens en général et sur l'effort de guerre contre le Viêt Cong".
Les deux hommes ont parcouru le Viêt Nam au cours d'un voyage de quatre jours, avant de retourner à Washington DC pour soumettre leurs rapports. Krulak a visité dix sites dans les quatre zones de l'ARVN et s'est entretenu avec Henry Cabot Lodge, Jr.,ambassadeur américain; le général Paul Harkins, chef des forces américaines au Vietnam, et son personnel; 87 conseillers américains; et 22 officiers de l'ARVN. Mendenhall s'est rendu à Saigon, à Hué, à Da Nang et dans plusieurs autres villes de province, discutant principalement avec des amis vietnamiens aux États-Unis. Leurs estimations de la situation étaient complètement opposés. Mecklin a écrit par la suite que c'était "une mission remarquable, de parcourir 38 600 kilomètres pour évaluer une situation aussi complexe que le Viêt Nam, et de revenir en seulement quatre jours. C'était un symptôme de l'état dans lequel se trouvait le gouvernement américain". La mission a été marquée par la tension entre ses dirigeants. Mendenhall et Krulak se détestaient profondément, se parlant uniquement lorsque cela était nécessaire,. Par exemple, Mecklin et Krulak se sont retrouvés mêlés à une dispute lors du vol de retour : Krulak a désapprouvé la décision de Mecklin de ramener aux États-Unis un film censuré par le régime Diệm, estimant que cette action constituait une violation de la souveraineté. Après une longue et amère dispute à bord de l'avion, Krulak a ordonné, lors d'une escale de ravitaillement à la base aérienne d'Elmendorf, que Mecklin laisse le film en Alaska et que le directeur de l'USIS reste en place avec le film,.

## Rapport et compte rendu

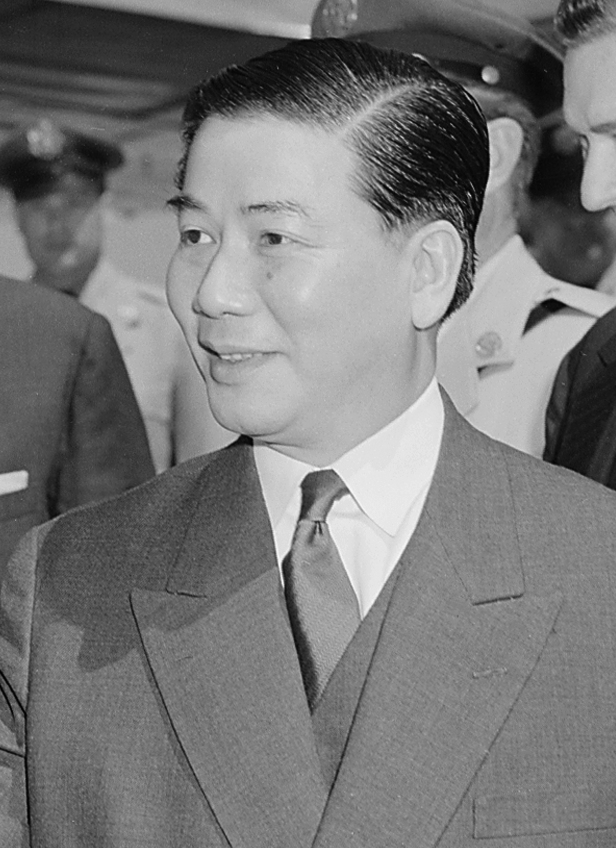
Le président du Sud Viết Nam, Ngô Đình Diệm

Le matin du 10 septembre, le NSC s'est réuni de nouveau afin d'entendre les rapports de la délégation. Mendenhall avait de l'expérience dans les affaires vietnamiennes, ayant servi sous l'ancien ambassadeur américain Elbridge Durbrow. Durbrow avait exhorté Diệm à plusieurs reprises à mettre en œuvre des réformes politiques. Krulak était un Marine connu pour sa conviction de l'utilisation de l'action militaire pour atteindre des objectifs en matière de politique étrangère. Son tempérament lui a valu le surnom de "Brute", qui lui vient de sa carrière de lutteur à l'Académie navale. Le secrétaire adjoint à la Défense, Roswell Gilpatric, a noté que Mendenhall était considéré "avec une grande méfiance du côté virginien de la rivière" (où se trouvait le Pentagone, siège du département de la Défense), alors que Krulak était "universellement apprécié et digne de confiance au Pentagone, tant du côté civil que du côté militaire".
Les antécédents de Krulak et de Mendenhall se reflétaient dans leurs analyses opposées de la guerre : Krulak a donné une analyse très optimiste des progrès militaires et il a négligé l'effet de la crise bouddhiste sur la lutte de l'ARVN contre le Viêt Cong. Sa conclusion était que "la guerre de tirs se poursuit à un rythme impressionnant. Elle a été affectée par la crise politique, mais son impact n'est pas grand".

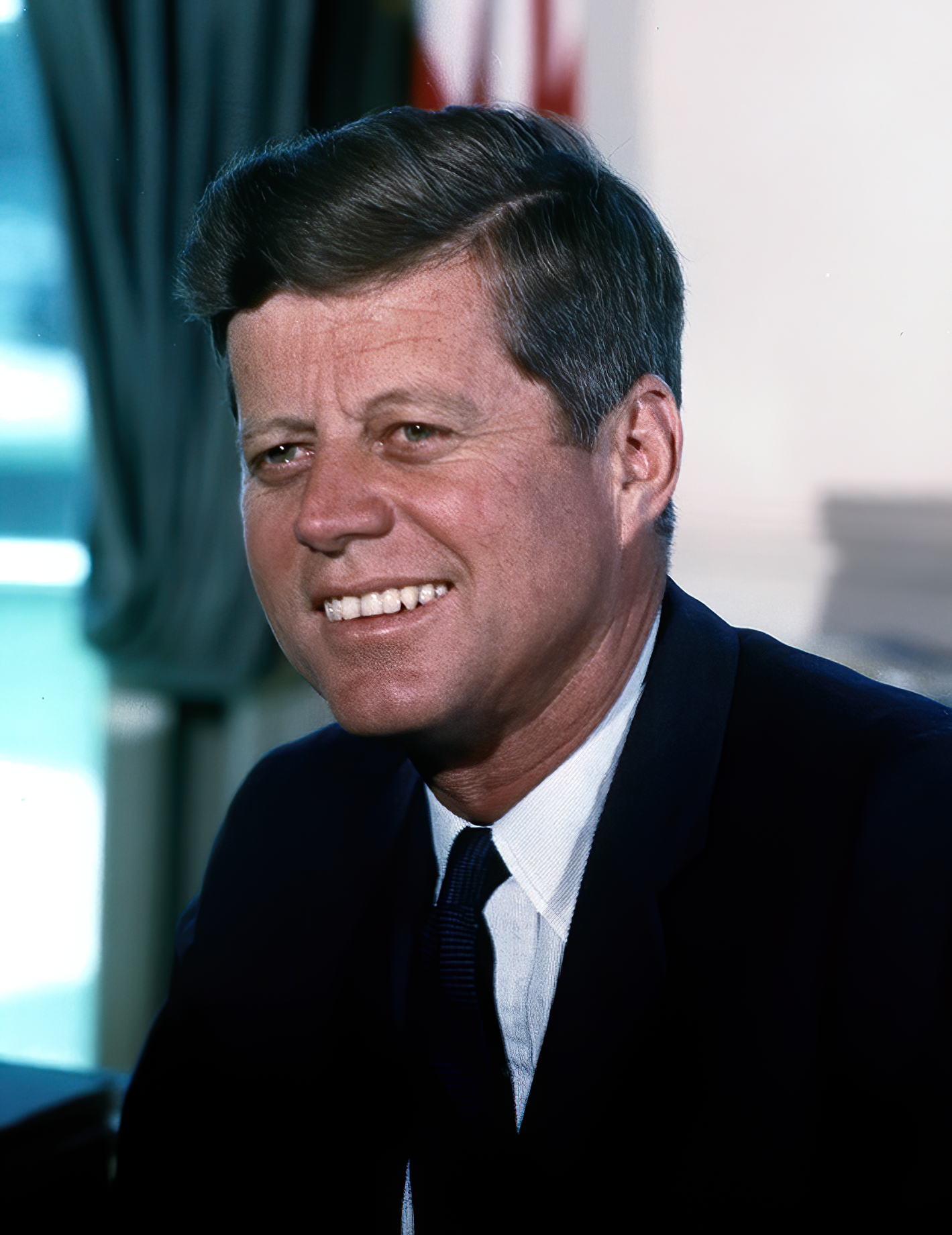
Le président des États-Unis, John F. Kennedy

Krulak a affirmé qu'un nombre important de combats était encore nécessaire, en particulier dans le delta du Mékong, considéré comme la région la plus puissante du Viêt Cong. Il a affirmé que tous les niveaux du corps des officiers de l'ARVN étaient conscients de la crise bouddhiste, mais qu'il pensait que la plupart n'avaient pas permis aux croyances religieuses d'affecter négativement leurs relations militaires internes dans une mesure substantielle. Koulak pensait que les officiers de l'ARVN étaient obéissants et qu'on pouvait s'attendre à ce qu'ils exécutent tout ordre qu'ils considéraient comme licite. Il a en outre affirmé que la crise politique n'avait pas porté atteinte de manière significative aux relations militaires bilatérales. En ce qui concerne les opinions vietnamiennes sur leurs dirigeants, Krulak a prédit qu'il y avait un mécontentement parmi les officiers qui, selon lui, était principalement dirigé contre Ngô Đình Nhu, frère cadet de Diệm qui était largement considéré comme le pouvoir derrière le régime,,,. Krulak estimait que la plupart des officiers voulaient se débarrasser de Nhu, mais que peu d'entre eux étaient prêts à recourir à un coup d'État. Krulak a rapporté que trois conseillers américains ont vivement critiqué les frères Nhu et qu'ils ont préconisé leur départ du Sud Viêt Nam, et ce, pour éviter un désastre en matière de relations publiques aux Nations Unies. Krulak estimait, toutefois, que ces problèmes étaient compensés par ce qu'il croyait être un effort militaire réussi et que la guerre serait gagnée indépendamment des dirigeants politiques,,. Il a prédit que l'ARVN avait peu de capacité à effectuer une amélioration de la gouvernance et estimait qu'elle ne ferait pas preuve de la force dont elle disposait. Krulak a conclu, avec optimisme :

« Si l'on exclut les très graves facteurs politiques et militaires extérieurs au Viêt Nam, la guerre du Viêt Cong sera gagnée si les programmes militaires et sociologiques actuels des États-Unis sont poursuivis, quels que soient les graves défauts du régime en place. »

Mendenhall n'était pas d'accord et a fait valoir que les sentiments contre Diệm avait atteint un niveau où l'effondrement du régime civil était possible. Il a fait état d'un "règne de terreur" à Saigon, Huế et Da Nang, observant que la haine populaire habituellement réservée aux frères Nhu s'était étendue à Diệm, qui etait généralement respecté. Mendenhall a affirmé que de nombreux Vietnamiens en étaient venus à croire que la vie sous Diệm était pire que d'être gouvernée par le Viêt Cong. Mendenhall pensait qu'une guerre civile pour des raisons religieuses était possible, guerre qui, selon il, ne pourrait être gagnée qu’avec un changement de régime. Sinon, le Sud Viêt Nam sombrerait dans des luttes intestines sectaires ou dans une offensive communiste à grande échelle. La nature contradictoire des rapports a suscité la célèbre question posé par le président Kennedy : "Vous revenez bien du même pays, n'est-ce pas?",,.

### Débat
Krulak a tenté d'expliquer ces évaluations divergentes en soulignant que Mendenhall avait étudié les zones urbaines, tandis qu'il s'était aventuré dans la campagne "là où se trouve la guerre". Krulak a affirmé que les problèmes politiques à Saigon n'entraveraient pas les progrès militaires, déclarant : "On peut gagner la guerre en titubant, Nhu restant aux commandes". Le secrétaire d'État adjoint, Roger Hilsman, a affirmé que la différence entre les deux rapports " résidait dans la différence entre un point de vue militaire et un point de vue politique ". Au cours du débat sur les différences de perspectives, Mendenhall a affirmé que Saigon avait subi "un effondrement pratiquement complet" à la suite des raids sur les pagodes. Mendenhall a rapporté que les fonctionnaires vietnamiens craignaient d'être vus avec des Américains. Il se souvient d'une visite au cours de laquelle il a dû rester silencieux pendant que son interlocuteur vietnamien se faufilait dans la pièce, à la recherche de micros cachés. Mendenhall a déclaré que "une atmosphère de peur et de haine pesait sur Saigon" et que la population craignait davantage Diệm que le Viêt Cong. Il a indiqué que de nombreux fonctionnaires ne dormaient plus chez eux par crainte d'être arrêtés à minuit par la police secrète de Nhu. De nombreux fonctionnaires avaient récemment passé la majeure partie de leur journée à négocier la libération de leurs enfants, qui avaient été incarcérés pour avoir participé à des manifestations pro-bouddhistes. Mendenhall a affirmé que les troubles internes étaient désormais plus prioritaires que la guerre contre les communistes,.
Mendenhall a dénoncé les gestes de réconciliation et de bonne volonté de Saigon à l'égard des bouddhistes comme une opération de relations publiques. Il a indiqué que les moines des régions provinciales qui avaient été arrêtés à Saigon pour avoir manifesté n'avaient pas été renvoyés dans leur lieu d'origine comme cela avait été promis. Mendenhall a noté que lorsque les moines ont été libérés, les fonctionnaires de Diệm ont conservé leurs papiers d'identité, ce qui a entraîné leur réarrestation lorsqu'ils ont tenté de quitter la capitale. Les moines ont alors été qualifiés de Viêt Cong parce qu'ils n'avaient pas de papiers d'identité gouvernementaux. Lorsque la nouvelle de ces tactiques s'est répandue dans la capitale, certains moines se sont réfugiés chez des officiers de l'ARVN à Saigon. Mendenhall a insisté sur le fait que les États-Unis étaient responsables de la situation parce qu'ils avaient aidé la famille Ngo à prendre le pouvoir, les avaient armés et les avaient financés. Selon lui, puisque Diệm a utilisé les armes contre son propre peuple, Washington DC a également sa part de responsabilité à cet égard, déclarant que "le refus d'agir ne doit pas être interprété comme un acte de guerre". Il a déclaré que "le refus d'agir constituerait une ingérence dans les affaires du Viêt Nam au même titre que l'action".

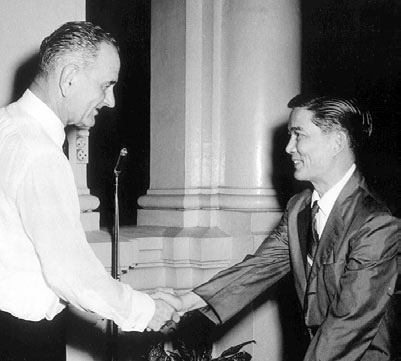
Ngô Đình Nhu (à droite) rencontrant le vice-président des États-Unis, Lyndon B. Johnson

Selon les papiers du Pentagone, "l'échec critique des deux rapports était leur incapacité à comprendre le rôle politique fondamental que l'armée commençait à jouer au Viêt Nam". Les papiers ont conclu que l'ARVN était la seule institution capable de déposer et de remplacer Diệm. Diệm et Nhu ont pleinement pris conscience de la menace potentielle et ont réagi en appliquant le paradigme "diviser pour mieux régner". Ils ont ignoré le système habituel de promotion des officiers supérieurs et ont nommé les généraux en fonction de leur loyauté envers le palais, en donnant des ordres directement aux officiers. Cette action a provoqué une profonde méfiance parmi les officiers supérieurs dont le pouvoir s'est trouvé ainsi fragmenté. Krulak n'a pas réalisé que si la situation se détériorait au point que le mécontentement envers Diệm posait la possibilité d'une victoire des communistes, ces généraux interviendraient en raison de ce qui leur arriverait en cas de régime communiste. Ni Krulak ni Mendenhall n'ont semblé prévoir que si une junte militaire prenait le pouvoir, l'effet de division de la politique de promotion de Diệm se manifesterait par la lutte des généraux pour obtenir du pouvoir. Ni l'un ni l'autre n'ont mis l'accent sur les effets préjudiciables qui auraient été causés par les luttes politiques intestines entre les généraux.

Au cours de la réunion du NSC, Frederick Nolting, prédécesseur de Lodge en tant qu'ambassadeur des États-Unis au Sud Viêt Nam, a contesté l'analyse de Mendenhall. Nolting, considéré comme un apologiste de Diệm, a souligné que Mendenhall était pessimiste au sujet du Sud Viêt Nam depuis plusieurs années. Mecklin a renforcé et poussé plus loin le point de vue de Mendenhall, appelant l'administration Kennedy à exercer une pression directe sur Saigon en suspendant la fourniture de l'aide non militaire, et ce, dans le but de provoquer un changement de régime. Mecklin s'exprime ainsi :

« Ce serait inévitablement dangereux, car il n'y a aucun moyen de savoir avec certitude comment les événements évolueront. Il est possible, par exemple, que les forces vietnamiennes se fragmentent en factions belligérantes ou que le nouveau gouvernement soit si incompétent, instable ou les deux à la fois, qu'il provoque l'effondrement des efforts contre le Viêt Cong. Les États-Unis devraient donc se résoudre dès maintenant à introduire des forces de combat américaines, si nécessaire, pour empêcher un triomphe communiste sur les décombres du régime de Diệm »

Les papiers du Pentagone ont estimé que Mecklin a compris les pièges d'une junte militaire que ne soupçonnaient pas Krulak et Mendenhall. Quoi qu'il en soit, Mecklin a conclu que les États-Unis devaient favoriser un changement de régime, accepter les conséquences et envisager le déploiement de troupes de combat américaines pour mettre un terme à une éventuelle victoire du Viêt Cong.
La réunion du NSC a ensuite pris connaissance du sombre pronostic de Phillips sur la situation dans le delta du Mékong. Phillips a affirmé que le programme hameau stratégique s'était effondré, les troupes étant "mises en pièces par le Viêt Cong". Lorsqu'il a été noté que Phillips avait récemment assisté à une bataille dans le delta du Mékong, le président Kennedy lui a demandé son avis, ce à quoi il a répondu : "Je n'aime pas contredire le général Krulak, mais je dois vous dire, Monsieur le Président, qu'on n'est pas en train de gagner la guerre, en particulier dans le delta. Les troupes sont paralysées; elles sont dans les casernes, et ce, à une province très proche de Saigon". Phillips a affirmé que le retrait de Nhu est le seul moyen d'améliorer la situation, ce qui n'est possible qu'en faisant venir le colonel Edward Lansdale, un agent de la CIA qui avait facilité l'ascension de Diệm au pouvoir dix ans plus tôt, proposition rejetée par Kennedy. En particulier, Phillips a recommandé trois mesures :
- Mettre fin à l'aide américaine aux forces spéciales de l'ARVN dirigées par le colonel Lê Quang Tung[17], qui recevait désormais ses ordres directement du palais et non plus de l'armée[18]. Tung avait dirigé les raids sur les pagodes bouddhistes le 21 août, qui ont causé la mort de centaines de personnes et des destructions matérielles à grande échelle[19]. Les forces spéciales étaient utilisées principalement pour la répression des dissidents plutôt que pour la lutte contre les communistes[20].
- Supprimer les fonds alloués au Centre national du cinéma, qui produisait des films de propagande flatteurs pour les Nhus[17].
- Poursuivre des actions secrètes visant à diviser et à discréditer Tung et le major général Tôn Thất Đính[17]. Dinh était le gouverneur militaire de Saigon, le commandant du IIIe corps de l'ARVN et le plus jeune général de l'histoire de l'ARVN, principalement en raison de sa loyauté envers la famille Ngo[17],[21].

Lors du débat qui a suivi, Kennedy a demandé à Phillips ce qui se passerait si Nhu réagissait aux coupes budgétaires en détournant des fonds de l'armée pour financer ses projets personnels. Lorsque Kennedy a demandé si Nhu blâmerait les États-Unis pour toute détérioration militaire qui en résulterait, Phillips a répondu que l'ARVN se révolterait, car ses officiers, qui figuraient sur les listes de cibles du Viêt Cong, ne laisseraient pas les communistes se déchaîner. Phillips a ajouté que si Nhu essayait de détourner l'aide militaire des troupes pour soutenir ses projets personnels, les Américains pourraient livrer l'argent directement à la campagne dans des valises.

### Désaccord tenace

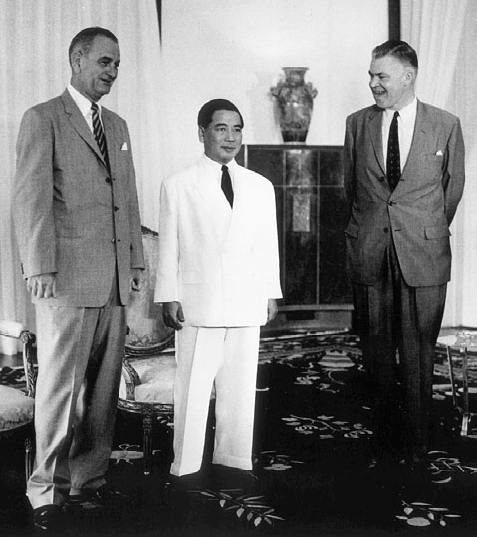
Le vice-président des États-Unis, Lyndon B. Johnson, le président du RVN, Ngô Đình Diệm, et Frederick Nolting au palais présidentiel du Sud Viêt Nam en 1961

La réunion est devenue conflictuelle lorsque Krulak a interrompu Phillips, affirmant que les conseillers militaires américains sur le terrain avaient rejeté les évaluations de Phillips. Phillips a concédé que si la situation militaire générale s'était améliorée, ce n'était pas le cas dans les zones cruciales du delta du Mékong. Il a également noté que le conseiller militaire dans la province de Long An, adjacente à Saigon, avait rapporté que le Viêt Cong avait envahi 200 hameaux stratégiques au cours de la semaine précédente, obligeant les villageois à démanteler l'installation. McNamara a secoué la tête devant ces rapports radicalement divergents. Lorsque Krulak s'est moqué de Phillips, le secrétaire d'État adjoint, William Averell Harriman, ne put se retenir et traita Krulak de "sacré imbécile". En réponse, Phillips a affirmé diplomatiquement qu'il s'agissait d'une bataille pour les cœurs et les esprits plutôt que de mesures militaires pures.
Mecklin a suscité encore plus d'inquiétude en préconisant l'utilisation de troupes de combat américaines pour renverser le régime de Diệm et gagner la guerre. Il a affirmé que "le temps était venu pour les États-Unis d'exercer une pression directe pour provoquer un changement de gouvernement, même si cela est désagréable". Mecklin a ajouté que les troupes américaines devraient donc régler directement le problème si l'aide était simplement supprimée, ce qui provoquerait une réaction brutale. Plus tard, Mecklin a écrit au chef de l'USIS, Edward R. Murrow, pour insister sur le fait que les troupes américaines seraient prêtes à combattre en cas d'escalade communiste. Lors du voyage de retour aux États-Unis, il avait affirmé que l'utilisation de forces de combat américaines encouragerait le coup d'État et remonterait le moral des troupes contre le Viêt Cong. Il a également appelé à l'organisation d'un coup d'État. Il a demandé aux États-Unis de faire preuve d'une plus grande détermination.
Le pessimisme qu'expriment Phillips et Mecklin a surpris Nolting, qui a déclaré que le récit de Phillips "m'a surpris au plus haut point. Je n'en croyais pas mes oreilles". Nolting a affirmé que Mecklin était psychologiquement vulnérable au lavage de cerveau parce qu'il venait de se séparer de sa femme. À l'époque, Mecklin vivait avec les journalistes David Halberstam et Neil Sheehan, respectivement du New York Times et de United Press International. Halberstam et Sheehan, tous deux lauréats du prix Pulitzer, étaient des critiques virulents de Diệm,.

## Conséquences
Une stratégie de plus en plus envisagée lors des réunions du NSC — ainsi qu'à l'ambassade des États-Unis, à Saigon et au Congrès — était la suspension de l'aide non militaire à Diệm. Après l'émission incorrecte de la Voix de l'Amérique du 26 août, qui annonçait une suspension de l'aide, Lodge s'est vu accorder le 29 août le pouvoir discrétionnaire de suspendre l'aide si celle-ci risquait de faciliter un coup d'État. Entre-temps, le Sénat américain a commencé à faire pression sur l'administration Kennedy pour qu'elle prenne des mesures à l'encontre de Diệm. Le sous-comité du Sénat chargé aux affaires de l'Extrême-Orient a fait pression sur Hilsman. Le sénateur Frank Church a informé l'administration Kennedy de son intention de déposer une résolution condamnant la répression anti-bouddhiste de Diệm et demandant l'arrêt de l'aide si l'égalité religieuse n'était pas instaurée. Church accepte alors de retarder temporairement l'introduction de la motion afin de ne pas mettre l'administration dans l'embarras,.
Pendant que la délégation était au Vietnam, le département d'État a discuté activement de la stratégie consistant à utiliser une suspension sélective de l'aide pour faire pression sur le Diệm afin qu'il mette fin à la discrimination religieuse. Lors d'une interview télévisée le 8 septembre, le directeur de l'Agence des États-Unis pour le développement international, David Bell, a averti que le Congrès pourrait couper l'aide au Sud Viêt Nam si Diệm ne changeait pas de politique. Le 9 septembre, Kennedy est revenu sur les propos de Bell en déclarant : "Je ne pense pas qu'une réduction de l'aide à Saigon serait utile en ce moment". Le 11 septembre, le lendemain du dépôt des rapports de Krulak et Mendenhall, Lodge revint sur sa position : dans un long télégramme envoyé à Washington DC, il a suggéré d'envisager la suspension de l'aide non militaire, et ce, pour provoquer le renversement du régime de Diệm. Lodge a conclu que les États-Unis ne pouvaient pas obtenir ce qu'ils voulaient de Diệm et qu'ils devaient forcer les événements à se terminer. Après une nouvelle réunion à la Maison Blanche le même jour, on a informé le sénateur Church que son projet de loi était acceptable; il l'a donc déposé au Sénat,.
Le NSC se réunit à nouveau le 17 septembre pour examiner deux des propositions de Hilsman sur la manière de traiter Diệm. Le plan privilégié par Hilsman et ses collègues du département d'État était la "voie des pressions et de la persuasion". Il prévoyait une série de mesures croissantes aux niveaux public et privé, y compris la suspension sélective de l'aide et la pression exercée sur Diệm pour qu'il retire Nhu du pouvoir. L'alternative était la "voie de la réconciliation avec un gouvernement du Viêt Nam réhabilité", qui impliquait l'apparence publique d'un acquiescement aux actions récentes de Diệm et une tentative de sauver autant que possible la situation. Les deux propositions supposaient qu'un coup d'État de la part de l'ARVN n'était pas imminent. Le rapport peu concluant a donné lieu à l'envoi d'une mission de suivi au Viêt Nam, appelée mission McNamara-Taylor, dirigée par McNamara et le chef d'État-Major des armées, Maxwell D. Taylor.

## Lectures complémentaires
- Ellen J. Hammer, A Death in November: America in Vietnam, 1963, New York, E. P. Dutton, 1987 (ISBN 0-525-24210-4)
- Seth Jacobs, Cold War Mandarin: Ngo Dinh Diem and the Origins of America's War in Vietnam, 1950–1963, Lanham, Maryland, Rowman & Littlefield, 2006 (ISBN 0-7425-4447-8)
- Howard Jones, Death of a Generation: how the assassinations of Diem and JFK prolonged the Vietnam War, New York, Oxford University Press, 2003 (ISBN 0-19-505286-2)
- Stanley Karnow, Vietnam: A history, New York, Penguin Books, 1997 (ISBN 0-670-84218-4)
- Spencer C. Tucker, Encyclopedia of the Vietnam War, Santa Barbara, California, ABC-CLIO, 2000 (ISBN 1-57607-040-9)